# Siófok
Siófok [ˈʃioːfok] (deutsch historisch: Fock) ist eine Stadt in Ungarn am östlichen Südufer des Balaton im Komitat Somogy, etwa 120 Kilometer südwestlich von Budapest. Die Stadt ist mit knapp 25.000 Einwohnern die größte und bevölkerungsreichste Gemeinde am See. Sie liegt auf einer Höhe von 124 m am Sió-Kanal, dem Abfluss des Sees.
Der Name setzt sich aus den Namen des Flusses Sió und eines früheren Dorfes Fok zusammen.

## Schleuse

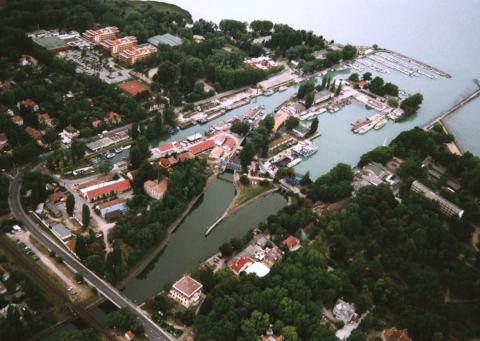
Schleuse und Sió-Kanal

Die Sió-Schleuse verbindet über den Sió-Kanal den Balaton mit der Donau. Die erste Schleuse wurde 1863 gebaut, nachdem sich aufgrund des Baus der südlichen Eisenbahnlinie das Wasserniveau des Sees gesenkt hatte. Die aus den 1940er-Jahren stammenden Haupteinrichtungen des Hafens sind die Wasserablasseinrichtung und Schiffsschleuse. Eine Erinnerungstafel weist darauf hin, dass dies die erste Schleuse mit Wehranlage war, die eine Regulierung des Wasserstandes des Balaton ermöglichte und auch immer noch in Betrieb ist.

## Verkehr
Siófok liegt an der Hauptstraße Nr. 7 und ist der Endpunkt der Hauptstraße Nr. 65. Am südlichen Stadtrand liegt die Autobahn M7, die die Stadt mit Budapest verbindet und in südwestlicher Richtung weiter nach Nagykanizsa und zur kroatischen Grenze führt.
Die Stadt besitzt seit 1863 einen Bahnhof an der Bahnstrecke Székesfehérvár–Gyékényes, die am südlichen Ufer des Balaton entlangführt. Das heutige Bahnhofsgebäude stammt wahrscheinlich aus den 1900er Jahren und wurde 1987 renoviert. Zwischen Siófok und Budapest besteht eine InterCity-Verbindung im Zweistundentakt. In Siófok endet zudem die Nebenbahn Kaposvár-Siófok.
Siófok ist per Fähre mit mehreren Orten am Nordufer des Balaton, darunter Tihany, Balatonfüred und Balatonalmádi, verbunden. Südlich von Siófok befindet sich der Sonderlandeplatz Siófok-Kiliti für die allgemeine Luftfahrt. Der nächste internationale Flughafen, der Flughafen Balaton, liegt gut 80 Kilometer entfernt.

## Geschichte
Erstmals urkundlich erwähnt wurde Siófok in der Gründungsurkunde des Klosters Tihany aus dem Jahre 1055.
Die Türken eroberten die Stadt 1552. Sie erbauten eine Festung und einen Hafen. Am Ende des 17. Jahrhunderts wurde Siófok königliche Freistadt.
Nach dem Bau der südlichen Eisenbahntrasse am Balaton (1861 – Südbahn) veränderte sich die Siedlung langsam. Zunächst wurde Siófok nur zum Umsteigen auf Schiffe genutzt, nach der Veränderung des Pegels 1863 um ca. 1 bis 1,5 m wurde ein Hafen errichtet. Vorher fand der Umstieg in Szántód statt.
Erst später wurde der hier sehr flache und sandige Strand des Sees beliebt. Seit dieser Zeit entwickelte sich Siófok sprunghaft. Ende des 19. Jahrhunderts wurden der zentrale Badestrand angelegt, das heutige Badeviertel erbaut und das Ufer befestigt.
1950 wurde nach einer Bereinigung der Komitatsgrenzen der Ferienort Balatonújhely an Siófok angeschlossen. Siófok wurde Kreisstadt.
Heute ist die Stadt ein bekannter Badeort am Balaton. Im direkt angrenzenden Zamárdi findet seit 2007 im Juli das jährliche Festival Heineken Balaton Sound statt.

## Partyleben

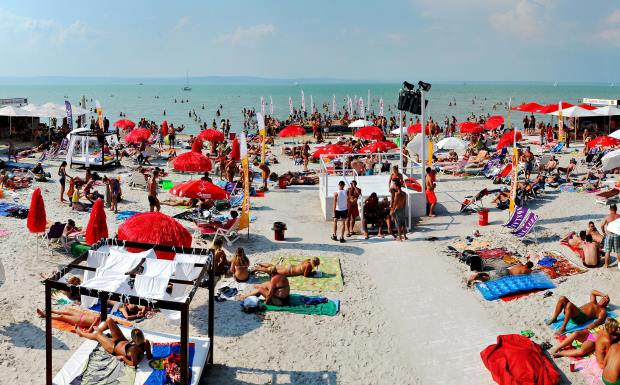
Strandszene in Siófok

Der Badeort Siófok (Ballermann am Balaton) gehört zu den beliebtesten Ausflugszielen jugendlicher Partytouristen in Europa. Zahlreiche europäische Busgesellschaften bieten Pauschalreisen (z. B. für Abiturklassen), hauptsächlich in den Sommerferien (Juni bis August), dorthin an. Grund dafür sind relativ günstige Preise, ein großes und vielseitiges Freizeitangebot, sowie eine hohe Dichte international bekannter Diskotheken und Clubs wie das Palace, Flört oder Renegade Pub. Im Sommer finden am Coca-Cola Beach und anderen Orten Veranstaltungen wie das Siofok Outdoor Festival oder Balaton Sound Festival statt.

## Städtepartnerschaft
- Saint-Laurent-du-Var, Provence-Alpes-Côte d’Azur, Frankreich
- Waldheim, Sachsen, Deutschland
- Landsberg am Lech, Bayern, Deutschland
- Oulu, Finnland
- Poreč, Istrien, Kroatien
- Pärnu, Estland
- Walnut Creek, USA
- Gheorgheni, Rumänien
- Netanja, Israel
- Bad Kissingen, Bayern, Deutschland

## Söhne und Töchter der Stadt
- Géza Révész (1878–1955), Psychologe
- Emmerich Kálmán (1882–1953), Operettenkomponist; sein als Museum eingerichtetes Haus neben dem Bahnhof ist zu besichtigen
- Imre Varga (1923–2019), Bildhauer, Maler, Designer und Grafiker
- John Hirsch OC (1930–1989), ungarisch-kanadischer Theaterdirektor und Regisseur
- Petra Teveli (* 1979), Marathonläuferin
- Virág Csurgó (* 1972), Tennisspielerin
- Réka Luca Jani (* 1991), Tennisspielerin
- Nándor Németh (* 1999), Schwimmer

## Sehenswürdigkeiten

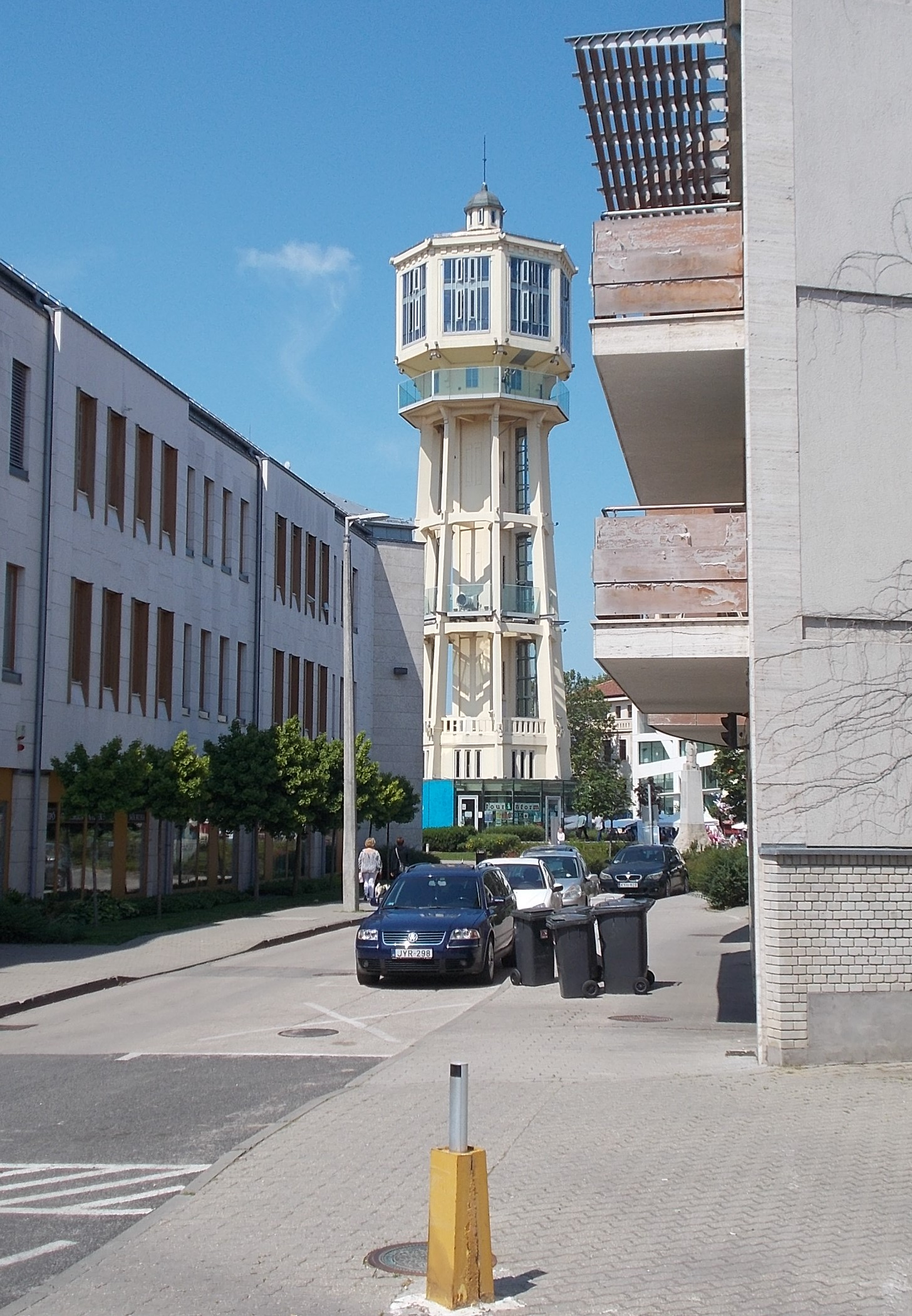
Der als Wahrzeichen geltende alte Wasserturm im Zentrum von Siófok. Siehe Wasserturm Siófok

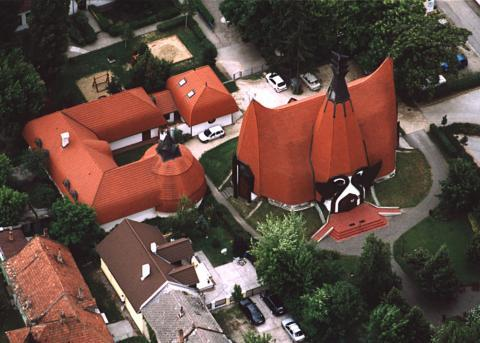
Die evangelische Kirche

- Die moderne Evangelische Kirche in der Form eines umgestülpten Holzschiffes plante Imre Makovecz. Das Holz für diese durchgehend zimmermännische Konstruktion spendierte die finnische Partnerstadt Oulu. Die „Kirche ist ein besonderes Schmuckstück von Siófok“, schreibt der Bürgermeister auf der Website der Stadt.
- Als weiteres Wahrzeichen der Stadt gilt der historische Wasserturm auf dem Freiheitsplatz im Zentrum der Stadt, mit einer Höhe von 45 m das höchste Bauwerk der Stadt, der 2012 nach einer umfassenden Rekonstruktion des Turmes und des umliegenden Areals wiedereröffnet wurde.
- Neben dem Turm wurde eine moderne Metall-Skulptur zu Ehren des Grafen Imre Széchenyi, des großen Förderers der Region, errichtet.
- Das meteorologische Observatorium
- Das Emmerich-Kálmán-Kulturzentrum
- Das Mineralien-Museum
- Galerien

## Bilder

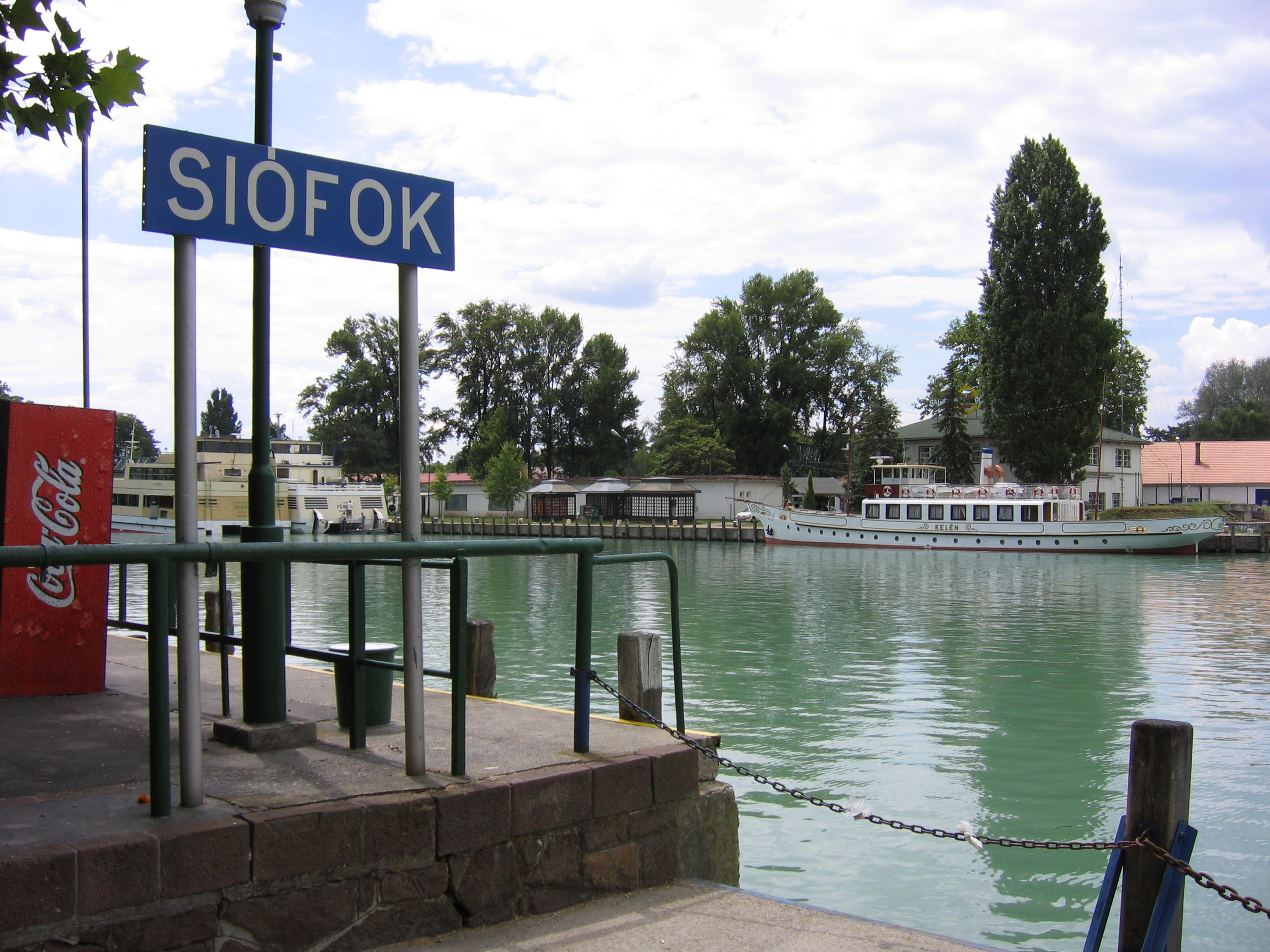
Am Hafen
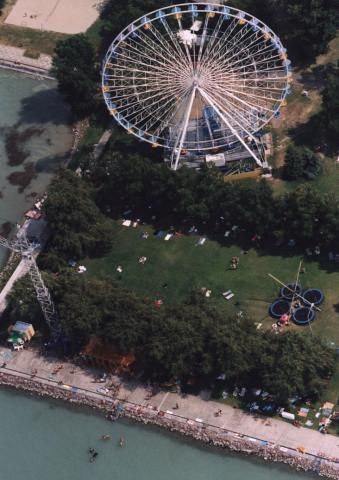
Parkanlagen am See
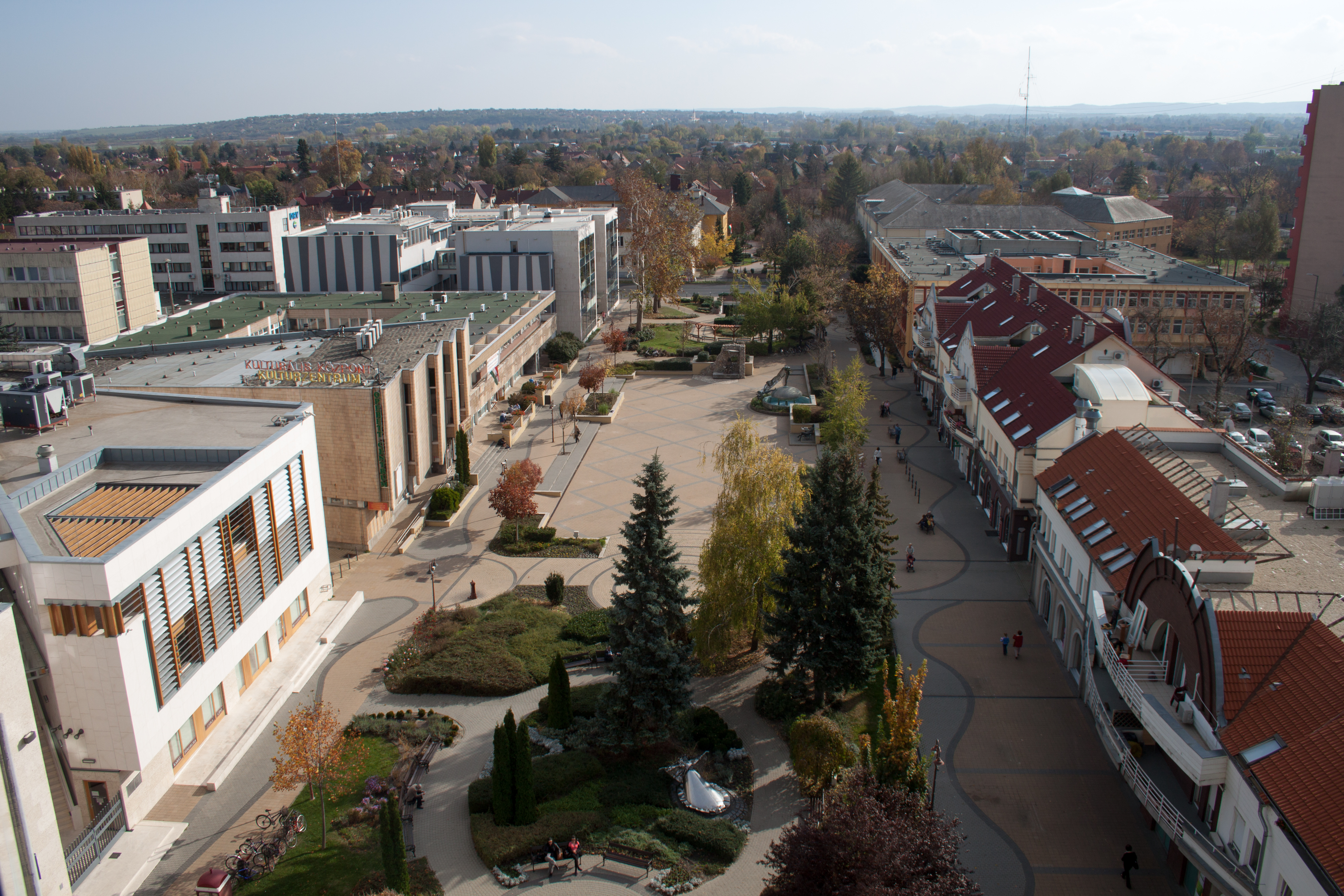
Hauptplatz
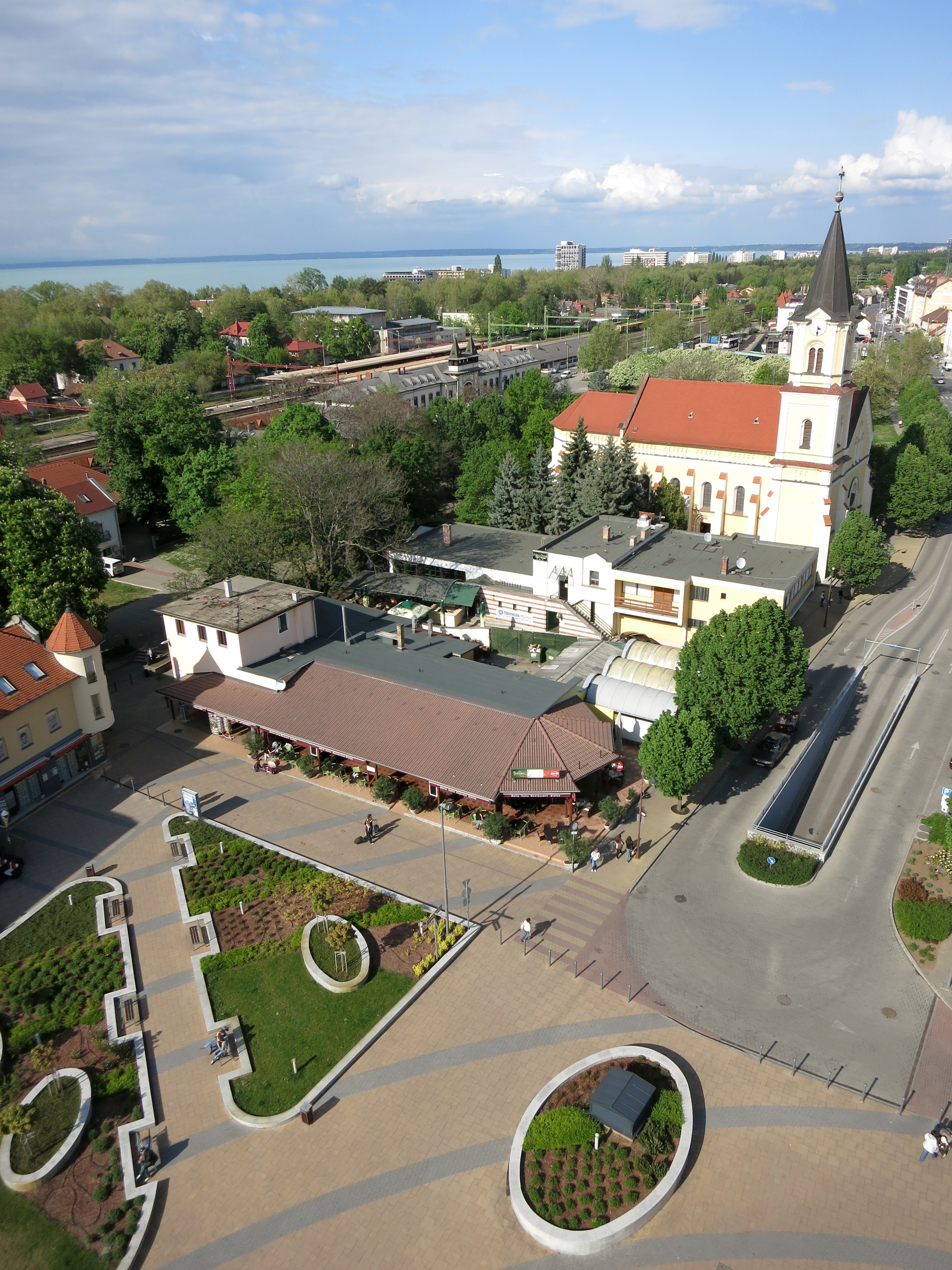
Blick vom Wasserturm in Richtung Bahnhof und See
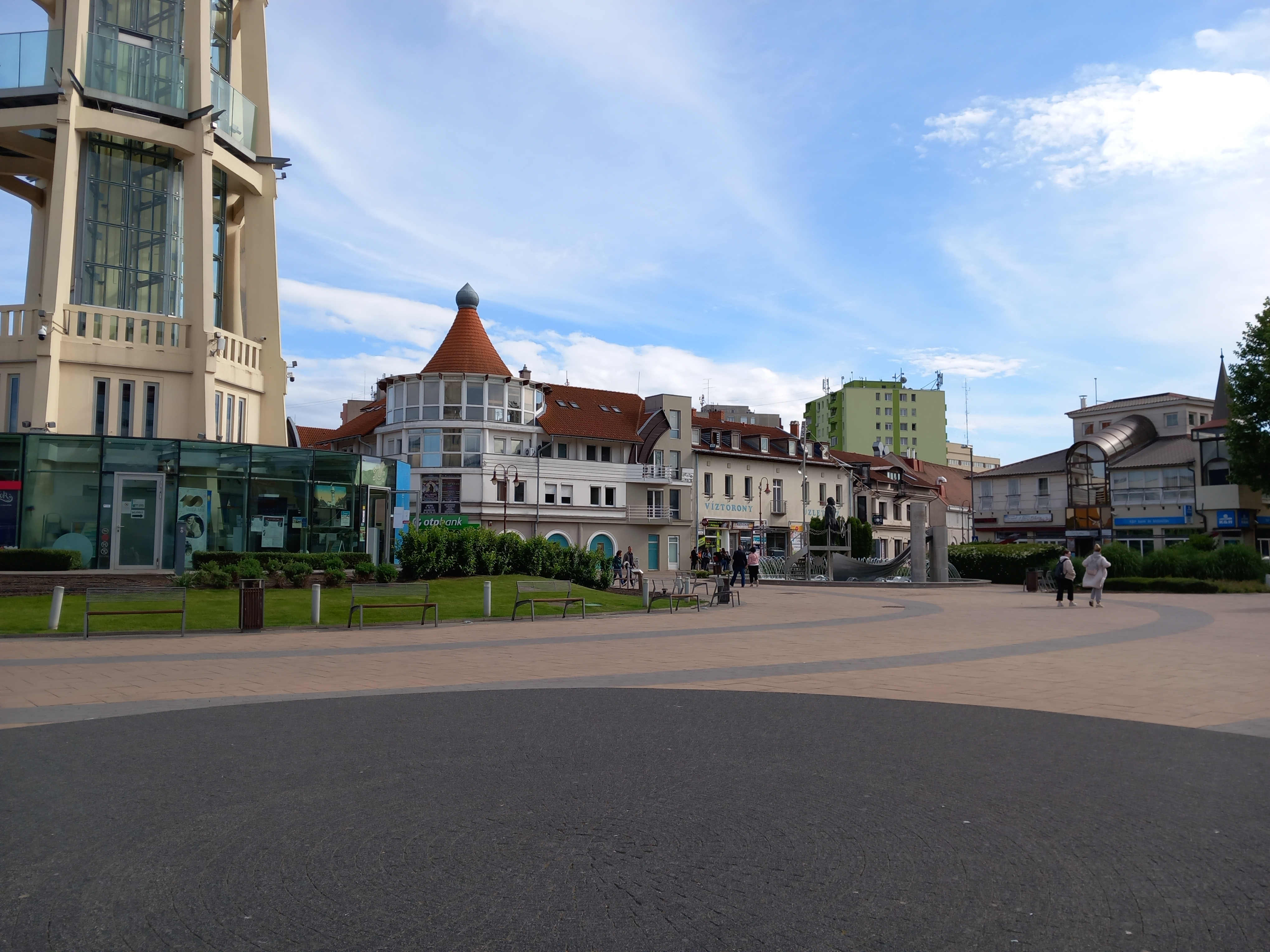
Hauptplatz
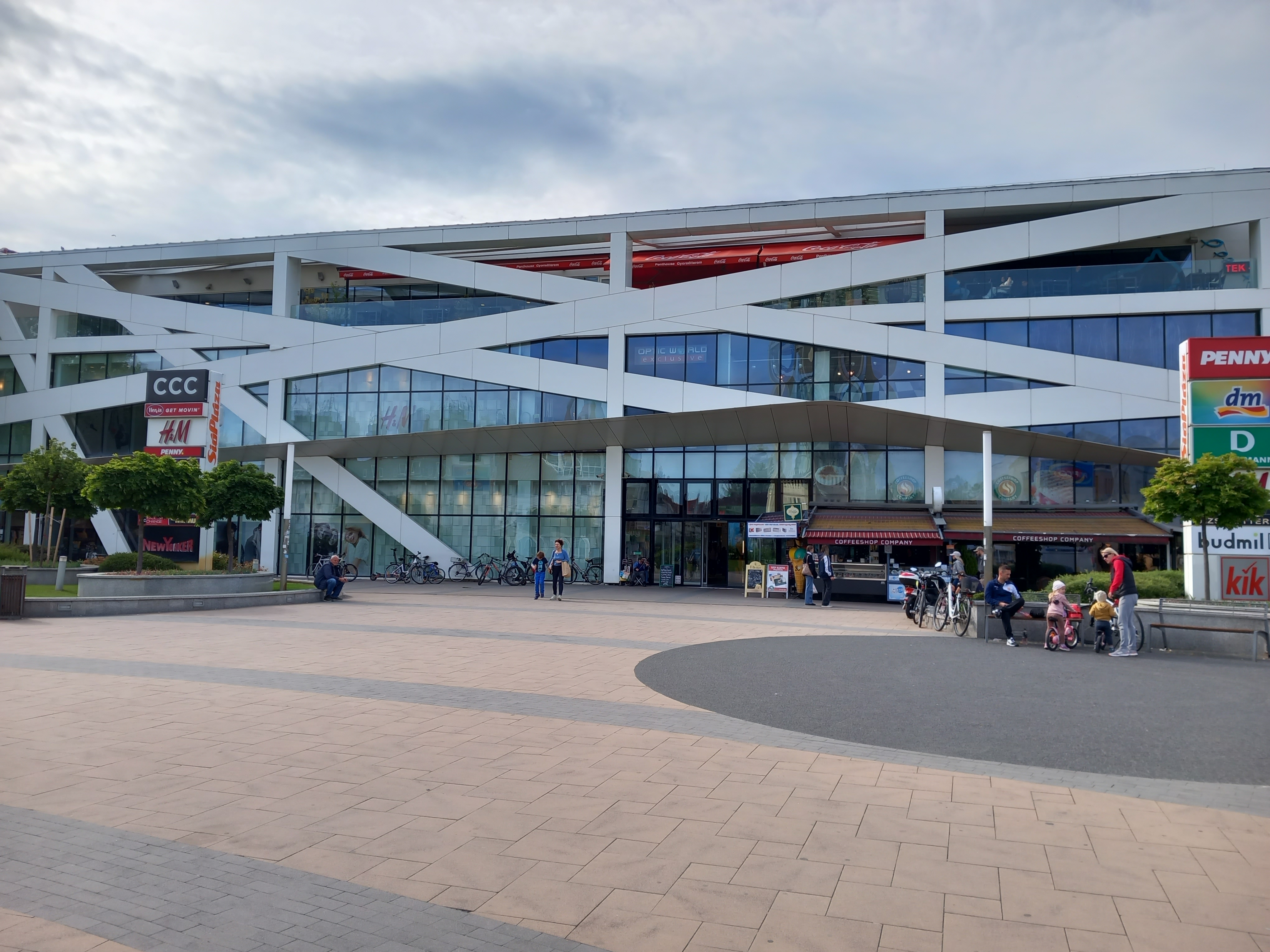
Hauptplatz, Einkaufszentrum Plaza